# Capela de Nossa Senhora da Conceição (Câmara de Lobos)
A capela da Nossa Senhora da Conceição, também conhecida como Capela da Nossa Senhora do Calhau, é uma capela edificada no concelho de Câmara de Lobos, Madeira, Portugal e está localizada na baía de Câmara de Lobos ao lado das embarcações de pesca. A festa anual em honra da Nossa Senhora, realiza-se a 8 de Dezembro e tem como finalidade dar graças pelos pescadores salvos e implorar que nada de mal os aconteça nos dias de hoje.

## História
No tempo do povoamento da Ilha da Madeira, estabeleceu-se em Câmara de Lobos, especialmente na zona rochosa do Ilhéu, uma colónia de pescadores Portugueses. Estes pescadores, tinham uma vida dura e arriscada com muitos tormentos e angústias, e devido a esses factos imploravam a proteção Divina, pelo que tomaram como sua auxiliadora a Nossa Senhora da Conceição, Santa que adoravam com muita fé. Devido ao fácil acesso ao mar e às óptimas condições climatéricas, essa colónia criou raízes chegando aos dias de hoje. Segundo o Padre Pita Ferreira, historiador madeirense “A fundação da capela da Nossa Senhora da Conceição perdeu-se no tempo não existindo uma fonte fiável que comprove a construção desta capela e alguns historiadores, tal como eu, estabelecem a sua edificação no princípio do século XV, tendo sido construída a mando de João Gonçalves Zarco no ano de 1420, e foi, na sua génese, denominada por Nossa Senhora do Calhau.”  Em 1702,  devido a degradação da capela, foi reconstruída sob a condição da imagem de Nª Senhora ficar no altar novo e de se reservarem 12 sepulturas na mesma igreja para se enterrarem os confrades de escravos da Confraria da Conceição. No ano de 1723 teve grandes melhoramentos, destacando-se o retábulo e a capela-mor em talha dourada. Nas paredes existem 17 painéis da autoria de Nicolau Ferreira (pintor madeirense do século XVIII), com temáticas ligadas à vida de São Pedro Gonçalves Telmo e algumas cenas bíblicas, representado os mistérios (A apresentação, A fuga para o Egipto, Jesus entre os doutores, Epifania, Anunciação à Virgem Maria, A visitação, A apresentação de Jesus no templo), telas estas datadas de 1791.

## Caraterísticas artísticas

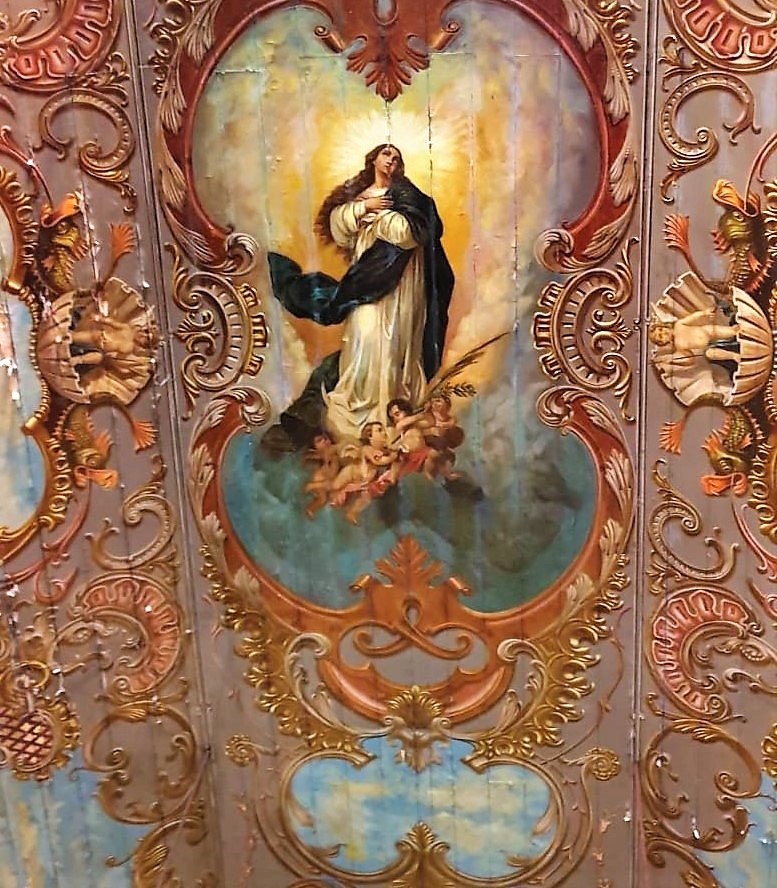
Pintura no tecto da capela da Imaculada Conceição

O retábulo do altar-mor, em talha dourada, ao gosto do barroco do século XVIII, apresenta colunas torsas ou salomónicas, com motivos vegetalistas alusivos à iconografia da vinha. É conhecida  a existência de duas esculturas, uma de Nossa Senhora da Conceição e outra referente a São Pedro Telmo também com características do  Barroco, sem referências sobre a sua datação. O tecto tem pinturas dedicadas à Imaculada Conceição e à vida de São Pedro Gonçalves Telmo. Destaca-se ainda, duas sepulturas dos finais do século XVI, uma delas com epitáfio referente a Dona Joana de Atouguia, a senhora da antiga nobreza, mulher de Mendo Roiz de Vasconcelos, de linhagem de Zarco, com panteão estabelecido no convento de São Bernardino de Câmara de Lobos. Em 1908, a capela sofreu algumas obras de conservação e restauro elaboradas pelo pintor madeirense Luís Bernes, tendo sido executadas repintes nos painéis de Nicolau Ferreira. Esta intervenção foi imensamente criticada, existindo mesmo algumas acusações feitas ao restaurador por ter desvalorizado a pintura original e ter assinado uma delas, numa suposta tentativa de reclamar a sua autoria. Actualmente, a capela da Nossa Senhora da Conceição possuí no exterior uma planta rectangular simples, uma fachada com um portal de arco e um frontão triangular entre vãos, enquanto que o seu interior é decorado com mármore. Nos dias de hoje, é também um dos principais pontos de visita dos turistas que se deslocam ao concelho de Câmara de Lobos. O seu pequeno espaço guarda um dos maiores Ex libris da Arte Barroca Madeirense que deverá ser preservada com todos os cuidados necessários.

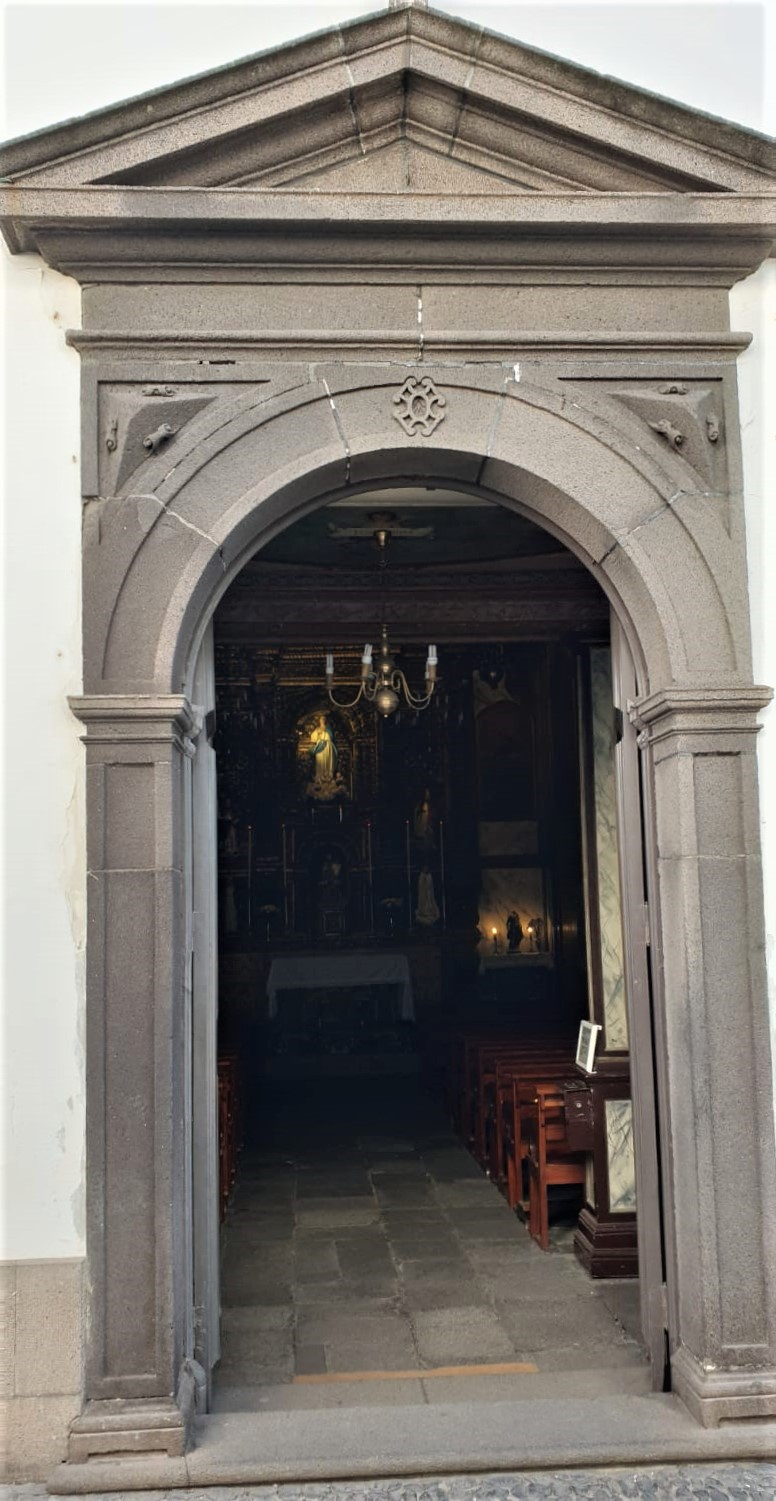
Porta de entrada para a Capela

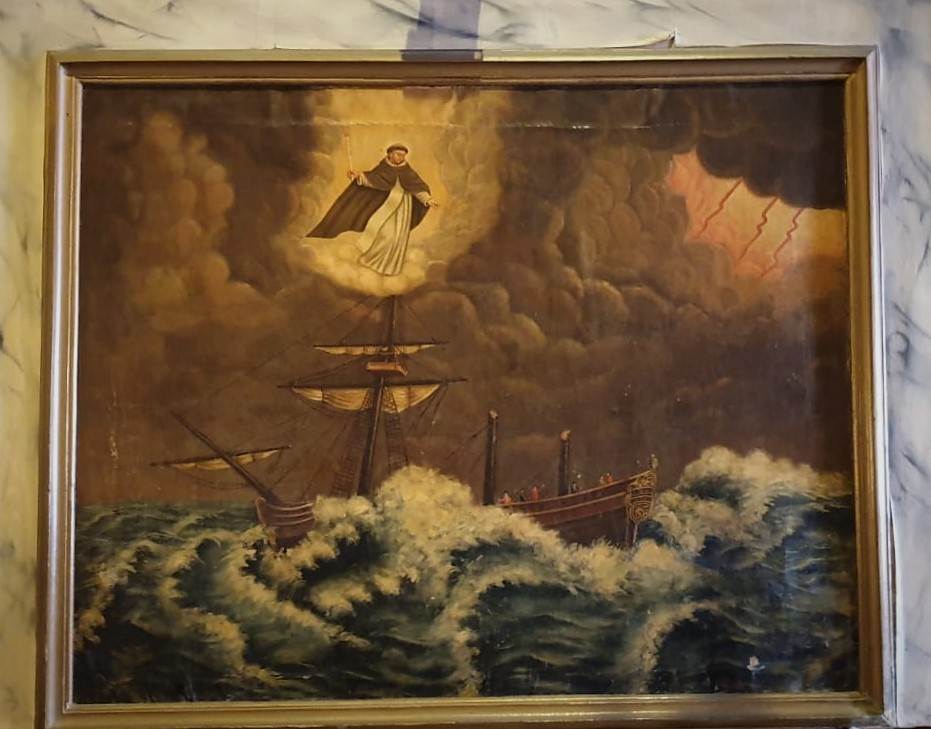
Painel na parede pintado por Nicolau Ferreira, representando São Telmo